# Nowa Dąbrowa (Poméranie-Occidentale)
Pour les articles homonymes, voir Nowa Dąbrowa.
Nowa Dąbrowa est une localité polonaise de la gmina rurale de Stara Dąbrowa située dans le powiat de Stargard en voïvodie de Poméranie-Occidentale. Elle se trouve à environ 13 km au nord-est de Stargard et 38 km à l'est de la capitale régionale Szczecin.

## Géographie

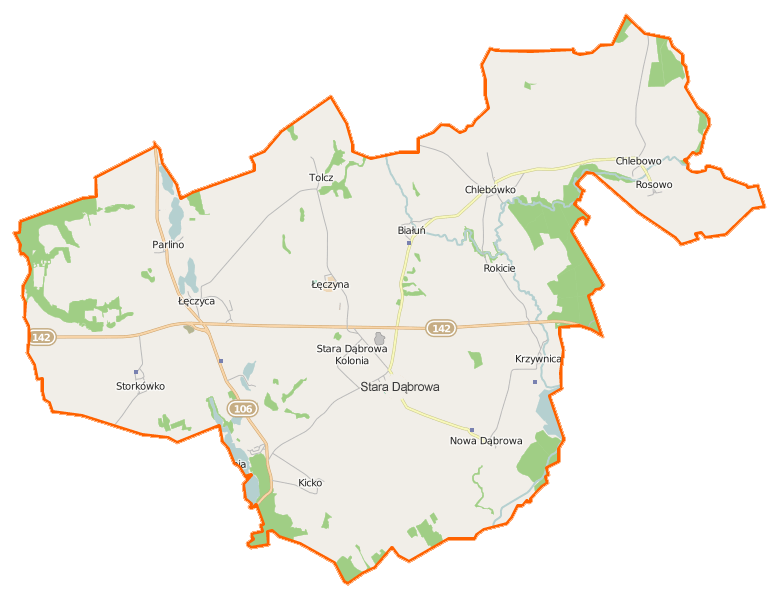
Carte de la gmina de Stara Dąbrowa.